# 흐발세위 교회

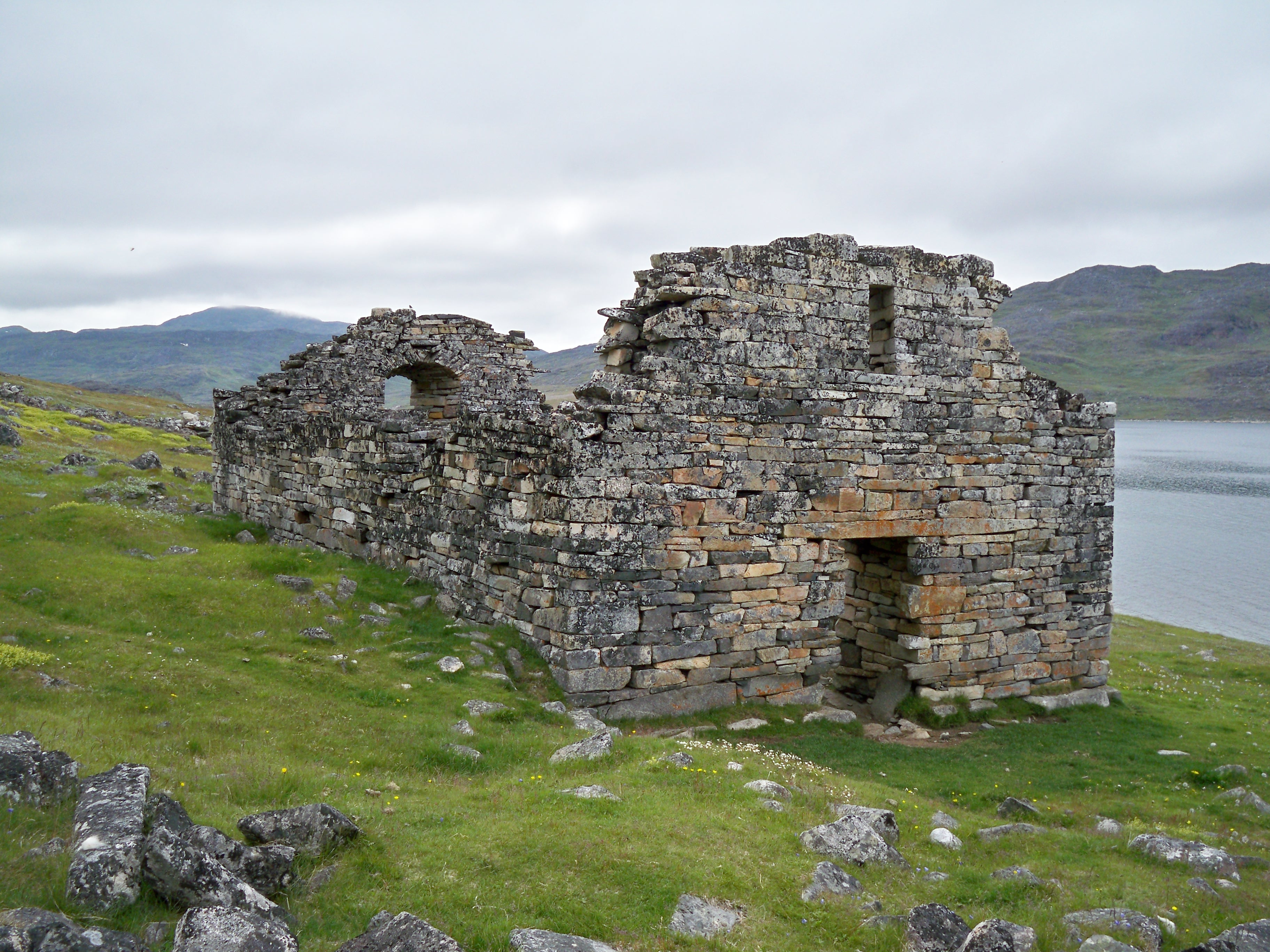
교회였던 것

흐발세위 교회(고대 노르드어: Hvalseyjarfjarðarkirkja 흐발세위야르퍄르다르키르캬, 덴마크어: Hvalsø Kirke 흐발세외 키르케[*])는 그린란드의 버려진 노르드인 정착지 흐발세위(오늘날의 카콕톡 근교)에 소해쟀던 천주교 교회다. 에위스트리뷔그드 일대의 노르드인 폐허유적 가운데 보존상태가 가장 좋다. 1408년 이 교회에서 있었던 결혼식이 그린란드 노르드인들에 관한 최후의 기록이다.
2017년 쿠야타 그린란드: 고대 노르웨이인과 이누이트의 빙원 농경 경관의 일부로 유네스코 세계유산에 등재되었다.

## 역사
사가문학에 따르면, 흐발세위 일대의 지주는 에이리크 라우디의 친척 토르켈 파르세르쿠르였다. 그린란드에 천주교가 전래된 것은 기원후 1000년경이며, 이 때부터 곳곳에 교회당들이 세워지기 시작했다. 흐발세위 교회는 14세기 초엽에 지어진 것으로 생각되나, 고고학적 증거를 보건대 지금 남아 있는 교회가 최초의 교회는 아니었을 것으로 추측된다. 이 교회는 중세 말기의 여러 사료에 언급되며, 에위스트리뷔그드에 산재한 10-14여개 교구교회들 중 하나였다.
1408년 9월 14일 또는 16일, 이 교회에서 토르스테인 올라프손(Thorstein Olafsson)과 시그리드 뵤른스도티르(Sigrid Bjǫrnsdóttir)가 결혼식을 올렸다. 가르다르 주교와 여러 아이슬란드인들이 쓴 서한에 이 결혼식이 언급된다. 이 부부는 남편의 고향인 아이슬란드로 건너갔다고 하며, 이것이 그린란드의 노르드인 정착민들에 대하여 역사상 남아 있는 마지막 기록이다.
에스키모들 사이에 전해져 오는 전설에 따르면, 노르드인 지도자 웅고르톡(Ungortoq)과 에스키모 지도자 크아잇사페(K'aissape) 사이에 전쟁이 벌어져서, 에스키모들이 흐발세위에 쳐들어가서 노르드인들을 집째로 불태워 죽였고, 가족들과 함께 도망친 웅고르톡을 그린란드 최남단 작별의 곶까지 쫓아가서 거기서 죽였다고 한다. 하지만 고고학적 연구 결과, 방화의 흔적은 찾아볼 수 없었다.

## 건축
세로 16 미터, 가로 8 미터 크기로, 13세기 초의 앵글로노르드 양식으로 지어졌다. 30-35명을 수용할 수 있으며, 묘지 경계를 표시하는 제방이 교회를 둘러싸고 있다.
건축 재질은 화강암 자연석이다. 돌 하나 하나의 무게는 4-5톤 이상이며, 모르타르도 사용되었다. 그러나 돌과 돌 사이에 발라서 찰쌓기를 한 것인지, 아니면 메쌓기를 한 뒤 외장재로서만 칠한 것인지 여부는 불확실하다. 조개껍데기를 부숴서 모르타르를 만들었기 때문에, 처음 지었을 때는 건물이 흰 색이었을 것이다. 이 지역의 현재 지명인 이누이트어 “카콕톡”은 “하얀 장소”를 의미한다.
벽의 두께는 1.5 미터 정도다. 나무지붕을 올리고 떼로 덮었을 것으로 추측된다. 문과 창문은 모두 상인방식으로 만들었는데, 다만 동쪽 박공의 창문 하나만 홍예식으로 만들었다. 창문은 밖보다 안이 더 넓은데, 이는 아이슬란드 교회건축에서는 발견되지 않고 더 멀리 브리튼 제도에서 발견되는 요소다.
정성껏 지은 덕분에 흐발세위 교회는 다른 노르드 건축물들에 비해 세월의 풍파를 잘 견뎌냈다. 하지만 그래도 부분적으로 무너져 있는데, 주요 원인은 묘지 위에 지어졌기 때문이다. 교회를 짓기 전에 묘지의 무덤들을 철거하지 않았기 때문에 침강이 일어나서 토대가 꺼져버린 것이다.

## 같이 보기
- 노르드인의 아메리카 식민화